# Mayumi Asano
Mayumi Asano (浅野 まゆみ Asano Mayumi?) trabaja como seiyū en Tokio, su lugar de origen. Nació el 13 de noviembre de 1969. Su tipo sanguíneo es A y, según sus propias declaraciones, sus aficiones se basan en la danza, los gatos y la lectura.

## Roles interpretados
Lista de roles interpretados durante su carrera.
Los papeles principales están en negrita.

### Anime
1997
- Berserk como Adonis (ep. 10)
- Flame of Recca como Mikagami (infancia).

1999
- Kaikan Phrase como Madre de Atsuro.
- Seraphim Call como Emi (ep. 7)
- Wild Arms - Twilight Venom como Cheyenne Rainstorm.

2000
- Ayashi no Ceres como Suzumi Aogiri.
- Boogiepop Phantom como Boogiepop Phantom; Minako Yurihara.
- Ghost Stories como Keita (ep. 3)
- Vandread como Gascogne Rheingau .
- Yami no Matsuei como Hisoka Kurosaki.

2001
- Angelic Layer como Tomoko Yamada.
- Cosmic Baton Girl Comet-san como Keisuke Mishima.
- Cyborg 009 The Cyborg Soldier como Tadashi (ep. 36)
- Hikaru no Go como  Kawahagi 1st Board; Moriyama; Okumura.
- Sugar: A Little Snow Fairy como Cheryl.
- Vandread: The Second Stage como Gascogne Rheingau.

2002
- Forza! Mario como Hidemaru.
- Full Metal Panic! como Seina (eps. 9-12)
- Kiddy Grade como Lightning.
- Naruto como Haku.
- Pecola como Rob Pecola.
- Shrine of the Morning Mist como Mizuho Hamaji.

2003
- Full Metal Panic? Fumoffu como Hiromi Ishida; Mari Akutsu.
- Last Exile como Claus Valca.
- Mermaid Melody: Pichi Pichi Pitch como Lina Toin.
- Saiyuki Reload como Anyou (ep. 7)
- Stratos 4 como Alice Mikuriya; Madre de Mikaze.
- Wolf's Rain como Blue

2004
- Bleach como Horiuchi Hironari (ep. 22)
- Fantastic Children como Madre de Conrad (ep. 1)
- Hi no Tori como Sakonnosuke.
- Otogi Zoshi como Kuzume (ep. 3); Enfermera (ep. 25)
- Tactics como Ibaragi.
- Viewtiful Joe como Sprocket.

2005
- Blood+ como Anna-Marie (eps. 8, 11)
- Eureka 7 como Hilda.
- Minami no Shima no Chiisana Hikouki Birdy como Nancy.

2006
- Bakkyuu HIT! Crash Bedaman como Kaito Namihira.
- Gintama como Ikumatsu (ep. 39)
- Jigoku Shōjo Futakomori como Eiko Kamishiro (ep. 1)

2007
- Blue Drop: Tenshi-tachi no Gikyoku como Sagara (ep. 6)
- Dragonaut - The Resonance como Yūri Kitajima.
- Getsumen To Heiki Mina como Mina Kisaragi.
- Moribito - Guardian of the Spirit como Touya.
- Naruto Shippūden como Haku (ep. 55)
- Rocket Girls como Hideto Miura (ep. 10); Keiko Momoi (eps. 5-6, 12)
- Yes! PreCure 5 como Kazuyo Natsuki.

2008
- Junjō Romantica como Risako Takatsuki (ep. 11)
- Junjō Romantica 2 como Risako Takatsuki (ep. 8)
- Vampire Knight como Shizuka Hio (ep. 12)
- Vampire Knight Guilty como Madre de Kiryū (ep. 11)
- Wagaya no Oinari-sama como Mogu Kazu (ep. 3)

2016
- 91 Days como Lacrima (eps. 2, 5, 7-8)
- Digimon Ghost Game como Kuzuhamon (ep. 56)

### OVA
- Angel Sanctuary como Arachne.
- Gundam Evolve como Defrah Kar.
- Strait Jacket como Filisis Moog.
- Stratos 4 como Alice Mikuriya.
- Vandread Integral como Gascogne Rheingau.
- Vandread Turbulence como Gascogne Rheingau.
- Wolf's Rain como Blue.
- Z-Mind como Renge.

### ONA
- The Wings of Rean como Murassa.

### Películas
- 6 Angels como Marilyn Moroh.
- Kiddy Grade -Maelstrom- como Lightning.
- Kiddy Grade -Truth Dawn- como Lightning.
- Mobile Suit Zeta Gundam: A New Translation como Lila Milla Rira.

### Videojuegos
- Baten Kaitos como Savyna.
- Halo Wars como Ellen Anders.
- Shenmue II como Ziming Hong.
- Videojuegos Naruto series como Haku.
- Guilty Gear Xrd Rev 2 y Samurai Shodown como Baiken.

### Doblaje

#### Cine
- Guardianes del día como Olga.
- Guardianes de la Noche como Olga.
- El rey león II como Vitani (adulta).
- V for Vendetta como Eve.

#### TV Series
- Teen Titans como Blackfire.

### Drama CD
- Hayate x Blade como Hikaru Tatewaki.